# Вовчуховская операция
Вовчухо́вская опера́ция (также известна как Вовчухо́вское наступле́ние) — операция войск УГА против польской армии в ходе Польско-украинской войны с 16 по 23 февраля 1919 года. Главной целью операции было взятие украинцами Львова. Операция получила названия от населённого пункта Вовчухи, откуда наносился главный удар.
18 февраля, на второй день после начала операции, бойцам УГА удалось перерезать железнодорожную линию Львов — Перемышль. Это вызвало панику среди польских войск, находящихся в осаждённом Львове. Наступление УГА на город продолжалось до 20 февраля, когда на фронт прибыло дополнительно 10 500 польских солдат. На следующий день поляки перешли в контрнаступление, и 23 февраля линия фронта была восстановлена. Несмотря на это, осада Львова продолжалась до марта, и только 18 марта польские войска окончательно деблокировали город.